# UB-57号潜艇
陛下之UB-57号艇是德意志帝国海军于第一次世界大战期间建造的其中一艘UB-III型近岸潜艇或称U艇。它由不来梅的威悉船厂承建，于1917年6月21日新船下水，至同年7月30日交付使用。其全长55.85米，水面及水下排水量分别为516吨和646吨，艇载武器则包括五具500毫米鱼雷发射管以及一门88毫米口径甲板炮。
UB-57号的整个服役生涯都是在驻泽布吕赫的佛兰德区舰队度过，并参与了大西洋潜艇战。在11次巡逻期间，该艇累计击沉了协约国或中立国的45艘商船和1艘辅助军舰，容积总吨达122035吨，是战绩最佳的德国U艇之一。1918年8月14日，UB-57号在佛兰德附近海域触雷沉没，艇内34名官兵全数阵亡。

## 设计
UB-57号是不来梅威悉船厂承建的UB-III型首批次（UB-54至UB-59号）的四号艇，由德意志帝国海军潜艇监察局于1916年5月20日向订购，同年9月13日动工，至1917年6月21日下水。其全长55.85米，舷宽5.8米。艇体采用双壳体结构，水面及水下排水量分别为516吨和646吨，浮起时的吃水深度为3.72米。由于无需像UC-II型艇那样提供水雷布设装置，设计工程师对潜艇舷弧进行了优化，增大了司令塔体积，配备两具潜望镜，司令塔与控制室之间增加一道水密舱壁。这些改进显著提高了潜艇的水下机动性和生存力。为了达到更高的航速，UB-57号采用两台科尔庭六缸四冲程530匹公制馬力（390千瓦特）柴油机用于水面运行，以及两台394匹公制馬力（290千瓦特）的西门子-舒克特电动发电机用于水下航行；水面最高航速13.4節（24.8每小時），水下7.8節（14.4每小時）；能够在水面以6節（11每小時）航速续航9,020海里（16,710），或以4節（7.4每小時）连续在水下航行55海里（102）而无需充电。
UB-57号的主武器为五具500毫米艇艏鱼雷发射管，其中艇艏四具采用层叠式布局分居两侧、艇艉一具，并可搭载合共10枚G6型鱼雷。辅助武器则是一门88毫米30倍径速射炮。其标准船员编制为3名军官加31名水兵。

## 服役历史
1917年7月30日，UB-57号正式入役，随即展开海试。其首任艇长是曾先后执掌U-6、UB-10、UB-18和UC-65号的功勋指挥官——海军上尉奥托·施泰因布林克。完成海试后，该艇独力驶往比利时，于9月20日加入驻泽布吕赫的佛兰德区舰队。在佛兰德服役期间，UB-57号曾参与大西洋潜艇战，足迹遍及英吉利海峡、比斯开湾、北海海峡、爱尔兰海和圣乔治海峡等地。它执行过11次巡逻，累计击沉了协约国或中立国的45艘商船和1艘辅助军舰，容积总吨高达122035吨，是战争中成绩最佳的德国U艇之一（位列第19）。其中，9500总吨、由英国皇家海军征用作运兵船的武装商船巡洋舰摩尔达维亚号是体积最大的受害者，于1918年5月23日在比奇角附近遭击沉，共造成船上57名美国士兵死亡；而同年初在马恩岛以北遇袭的英国货轮威斯特摩兰号（Westmoreland，9512总吨）虽然更重，但它在被鱼雷命中后只是受损，并能自行返港。这两次袭击均是在UB-57号的第二任艇长、海军中尉约翰内斯·洛斯的指挥下完成的。
1918年8月3日，UB-57号最后一次从泽布吕赫出发，前往英吉利海峡实施破交战。8月14日上午10:50，UB-57号报告击沉了三艘轮船；一小时后，该艇未能再回应无线电呼叫，当时它正从多佛尔海峡以东的桑德蒂滩返航。据信UB-57号是当晚在佛兰德附近海域触雷沉没，艇内34名官兵全数阵亡。一周后，即8月22日，时任艇长洛斯中尉和其它几名船员的遗体被海水冲到岸边，随后获安葬至弗利辛恩的战争公墓。

## 袭击历史摘要
| 日期           | 船名            | 船籍         | 吨位 | 结局 |
| -------------- | --------------- | ------------ | ---- | ---- |
| 1917年10月7日  | 阿尔库俄涅号    | 英国         | 116  | 击沉 |
| 1917年10月11日 | 约书亚号        | 英国         | 60   | 击沉 |
| 1917年10月20日 | 勒安得耳号      | 挪威         | 2968 | 击沉 |
| 1917年10月20日 | 尼特达尔号      | 挪威         | 1714 | 击沉 |
| 1917年10月22日 | 诺维洛号        | 丹麦         | 2336 | 击沉 |
| 1917年10月23日 | 锡斯坦号        | 英国         | 4238 | 击沉 |
| 1917年10月23日 | 特雷迪加庄园号  | 英国         | 3764 | 击沉 |
| 1917年11月22日 | 科洛斯丰德号    | 挪威         | 1707 | 击沉 |
| 1917年11月24日 | 尼亚萨号        | 英国         | 2579 | 击沉 |
| 1917年11月27日 | 杏仁枝号        | 英国         | 3461 | 击沉 |
| 1917年11月27日 | 伊斯特菲尔德号  | 英国         | 2145 | 击沉 |
| 1917年12月22日 | 梅布尔·贝尔德号 | 英国         | 2500 | 击沉 |
| 1917年12月23日 | 韦洛尔号        | 挪威         | 1672 | 击沉 |
| 1917年12月26日 | 本尼托号        | 英国         | 4712 | 击沉 |
| 1917年12月26日 | 特雷格纳号      | 英国         | 5772 | 击沉 |
| 1917年12月28日 | 克拉拉号        | 英国         | 2425 | 击沉 |
| 1917年12月29日 | 提洛号          | 挪威         | 1442 | 击沉 |
| 1918年2月5日   | 阿拉曼斯号      | 美国         | 4455 | 击沉 |
| 1918年2月6日   | 威斯特摩兰号    | 英国         | 9512 | 击伤 |
| 1918年2月7日   | 阿德贝格号      | 英国         | 227  | 击沉 |
| 1918年2月7日   | 本·赖因号       | 英国         | 212  | 击沉 |
| 1918年2月7日   | 莱姆斯菲尔德号  | 英国         | 427  | 击沉 |
| 1918年2月12日  | 埃莉诺号        | 英国         | 1980 | 击沉 |
| 1918年2月12日  | 马球号          | 英国         | 1383 | 击沉 |
| 1918年2月14日  | 卡莱尔城堡号    | 英国         | 4325 | 击沉 |
| 1918年2月14日  | 战君号          | 英国         | 7887 | 击沉 |
| 1918年3月17日  | 安妮·伊冯号     | 法國         | 102  | 击沉 |
| 1918年3月17日  | 阿沃尔号        | 法國         | 52   | 击沉 |
| 1918年3月17日  | 贝阿塔号        | 法國         | 102  | 击沉 |
| 1918年3月19日  | 卢克索号        | 英国         | 3571 | 击沉 |
| 1918年3月23日  | 红杉号          | 英国         | 5263 | 击伤 |
| 1918年3月29日  | 印度号          | 葡萄牙       | 5990 | 击伤 |
| 1918年3月29日  | T·R·汤普森号    | 英国         | 3538 | 击沉 |
| 1918年3月31日  | 阿尔喀诺俄斯号  | 英国         | 6743 | 击伤 |
| 1918年3月31日  | 卓越普莱斯克号  | 英国         | 2059 | 击沉 |
| 1918年4月29日  | 澳大利亚人号    | 英国         | 3687 | 击沉 |
| 1918年4月29日  | 布罗德里克号    | 英国         | 4321 | 击沉 |
| 1918年4月29日  | 索姆号          | 法國         | 1477 | 击沉 |
| 1918年4月30日  | 艾拉·塞耶号     | 英国         | 2549 | 击沉 |
| 1918年4月30日  | 翁巴号          | 英国         | 2042 | 击沉 |
| 1918年5月1日   | 卡诺尼萨号      | 英国         | 6683 | 击伤 |
| 1918年5月2日   | 尤妮蒂号        | 英国         | 1091 | 击沉 |
| 1918年5月22日  | 红玫瑰号        | 英国         | 423  | 击沉 |
| 1918年5月23日  | 摩尔达维亚号    | 英國皇家海軍 | 9500 | 击沉 |
| 1918年5月26日  | 基亚拉号        | 英国         | 6953 | 击沉 |
| 1918年5月27日  | 约瑟·西蒙号     | 法國         | 8    | 击沉 |
| 1918年5月27日  | 佩蒂特·乔治斯号 | 法國         | 10   | 击沉 |
| 1918年5月27日  | 圣玛丽之忆号    | 法國         | 7    | 击沉 |
| 1918年5月30日  | 战豹号          | 英国         | 5260 | 击伤 |
| 1918年5月31日  | 伽利略号        | 英国         | 6287 | 击伤 |
| 1918年6月30日  | 威尔顿号        | 英国         | 4281 | 击伤 |
| 1918年7月2日   | 皇家权杖号      | 英国         | 3858 | 击伤 |
| 1918年7月2日   | 希拉拉号        | 英国         | 5306 | 击沉 |
| 1918年7月6日   | 亨茨克拉夫特号  | 英国         | 5113 | 击伤 |
| 1918年8月5日   | 托斯卡纳亲王号  | 英国         | 5275 | 击伤 |
| 1918年8月8日   | 麦克维氏族号    | 英国         | 5815 | 击沉 |
| 1918年8月9日   | 格兰里号        | 英国         | 4915 | 击沉 |

## 脚注
1. ↑  Rössler，第65頁.
2. 1 2 3  Helgason, Guðmundur. . German and Austrian U-boats of World War I - Kaiserliche Marine - Uboat.net.   [2014-07-26].
3. 1 2 3 4  Gröner 1991，第25-30頁.
4. 1 2  Helgason, Guðmundur. . German and Austrian U-boats of World War I - Kaiserliche Marine - Uboat.net.   [2022-04-28].
5. 1 2 3  Helgason, Guðmundur. . German and Austrian U-boats of World War I - Kaiserliche Marine - Uboat.net.   [2022-04-28].
6. ↑  陈进，第239頁.
7. 1 2  NARS，第96頁.
8. ↑  Helgason, Guðmundur. . German and Austrian U-boats of World War I - Kaiserliche Marine - Uboat.net.   [2022-03-17]. （原始内容存档于2019-09-15）.
9. 1 2  Helgason, Guðmundur. . German and Austrian U-boats of World War I - Kaiserliche Marine - Uboat.net.   [2014-12-05].
10. ↑  Helgason, Guðmundur. . German and Austrian U-boats of World War I - Kaiserliche Marine - Uboat.net.   [2022-04-27].
11. ↑  Helgason, Guðmundur. . German and Austrian U-boats of World War I - Kaiserliche Marine - Uboat.net.   [2022-04-27].